# Peru (Maine)
Peru – miasto w Stanach Zjednoczonych, w stanie Maine, w hrabstwie Oxford.